# Хиноэмата
Хиноэмата (яп. 檜枝岐村 Хиноэмата-мура) — село в Японии, находящееся в уезде Минамиайдзу префектуры Фукусима. Площадь села составляет 390,50 км², население — 611 человек (1 августа 2014), плотность населения — 1,56 чел./км².

## Географическое положение
Село расположено на острове Хонсю в префектуре Фукусима региона Тохоку. С ним граничат города Уонума, Никко, посёлки Тадами, Минамиайдзу и село Катасина.

## Население
Население села составляет 611 человек (1 августа 2014), а плотность — 1,56 чел./км². Изменение численности населения с 1980 по 2005 годы:
| 1980 | 765 чел. |  |
| 1985 | 735 чел. |  |
| 1990 | 702 чел. |  |
| 1995 | 727 чел. |  |
| 2000 | 757 чел. |  |
| 2005 | 706 чел. |  |